# Reconquista (jornal)
O Reconquista MHM é um jornal semanário de Castelo Branco. É propriedade da Paróquia de São Miguel da Sé de Castelo Branco.
A publicação foi fundada em 13 de Maio de 1945 sendo hoje um dos maiores semanários regionais de Portugal, com uma média de 14 mil exemplares de tiragem semanal. Destes, cerca de 10 mil, são assinantes. Estes estão espalhados por Portugal e os cinco continentes do mundo, onde vivem muitos emigrantes da região. O Reconquista é também o único jornal regional do interior com uma rotativa própria, que também imprime outras publicações de dentro e fora do distrito. Para além de Castelo Branco, o jornal cobre semanalmente os acontecimentos em concelhos vizinhos, como Idanha-a-Nova, Vila Velha de Ródão, Proença-a-Nova, Sertã, Oleiros, Penamacor e Vila de Rei. 

## Prémios e reconhecimento
A 10 de Junho de 2011 foi feito Membro-Honorário da Ordem do Mérito.
Foi distinguido pelo Clube de Jornalistas, com o Gazeta de Imprensa Regional, nos Prémios Gazeta de 2015. 

## Ligações Externas
- Site Oficial | A Reconquista